# Elizabeth Murray, II contessa di Dysart
Elizabeth Murray, II contessa di Dysart (28 settembre 1626 – Ham House, 5 giugno 1698), è stata una nobildonna scozzese.

## Biografia
Era la figlia di William Murray, I conte di Dysart, e di sua moglie, Catherine Bruce. Suo padre si assicurò che ricevesse una educazione completa, che era insolito per le donne dell'epoca.
Elizabeth amava una vita domestica tranquilla, che si basava sulla casa di famiglia, Ham House, vicino a Richmond, Londra, dove trascorse molto tempo e denaro nella riqualificazione. In quel periodo conobbe il parlamentare Oliver Cromwell e l'amicizia fornì una copertura per le proprie tendenze realiste. Nel 1653 entrò a far parte dell'organizzazione segreta, il Sealed Knot. Era in corrispondenza con i sostenitori in esilio di Carlo II e visitò l'Europa per vedere il re stesso.

## Matrimoni

### Primo matrimonio
A causa della guerra civile inglese, suo padre ritardò la ricerca di un marito. Sposò, il 22 maggio 1648, Sir Lionel Tollemache. La coppia ebbe undici figli, dei quali cinque raggiunsero l'età adulta:
- Lionel Tollemache, III conte di Dysart (30 gennaio 1649-23 febbraio 1727);
- Thomas Tollemache (1651-1694);
- William Tollemache (1653-25 maggio 1691);
- Elizabeth Tollemache (10 luglio 1659-9 maggio 1735), sposò Archibald Campbell, I duca di Argyll[6], ebbero tre figli;
- Catherine Tollemache (?-1703), sposò James Stuart, Lord Doune, ebbero due figlie.

Alla morte del padre nel 1655, ereditò i suoi titoli.
Nel 1660, quando Carlo II riconquistò il trono, Elizabeth venne  premiata con una pensione annua di £ 800. I suoi nemici la accusarono di stregoneria a causa della sua influenza politica.

### Secondo matrimonio
Nel 1669 il marito, Lionel, morì in Francia. Si sospetta che subito dopo divenne l'amante di John Maitland, I duca di Lauderdale, che sposò il 17 febbraio 1672, alla morte di sua moglie. I due erano noti per la loro influenza, ricchezza e stravaganza.
Alla morte del marito, Elizabeth entrò in una disputa legale con il cognato per i debiti del marito e per le spese funerarie.

## Morte
Morì il 5 giugno 1698, all'età di 72 anni, a Ham House.